# アン・ロス
アン・ロス（Ann Roth, 1931年10月30日 - ）は、アメリカ合衆国ペンシルベニア州ハノーヴァー出身の映画衣裳デザイナーである。1960年代の終わりから衣裳デザイナーとして活躍。『イングリッシュ・ペイシェント』（1996年）でアカデミー衣裳デザイン賞を受賞。舞台衣裳も多く手がけており、『The Nance』（2013年）でトニー賞を受賞した。

## 主な作品
- 真夜中のカーボーイ Midnight Cowboy （1969年）
- イナゴの日 The Day of the Locust （1975年）
- ヘアー Hair （1979年）
- 9時から5時まで Nine to Five （1980年）
- ガープの世界 The World According to Garp （1982年）
- シルクウッド Silkwood （1983年）
- プレイス・イン・ザ・ハート Places in the Heart （1984年）
- マキシー 素敵な幽霊 Maxie （1985年）
- ワーキング・ガール Working Girl （1988年）
- 存在の耐えられない軽さ The Unbearable Lightness of Being （1988年）
- ファミリー・ビジネス Family Business （1989年）
- ハリウッドにくちづけ Postcards from the Edge （1990年）
- 虚栄のかがり火 The Bonfire of the Vanities （1990年）
- 心の旅 Regarding Henry （1991年）
- マンボ・キングス/わが心のマリア The Mambo Kings （1992年）
- 刑事エデン/追跡者 A Stranger Among Us （1992年）
- 隣人 Consenting Adults （1992年）
- デーヴ Dave （1993年）
- ウルフ Wolf （1994年）
- 理由 Just Cause （1995年）
- サブリナ Sabrina （1995年）
- バードケージ The Birdcage （1996年）
- イングリッシュ・ペイシェント The English Patient （1996年）
- イン&アウト In & Out （1997年）
- マーシャル・ロー The Siege （1998年）
- パーフェクト・カップル Primary Colors （1998年）
- リプリー The Talented Mr. Ripley （1999年）
- 小説家を見つけたら Finding Forrester （2000年）
- サイン Sign （2002年）
- めぐりあう時間たち The Hours （2002年）
- コールド マウンテン Cold Mountain （2003年）
- エンジェルス・イン・アメリカ Angels in America （2003年）
- ステップフォード・ワイフ The Stepford Wives （2004年）
- ヴィレッジ The Village （2004年）
- クローサー Closer （2004年）
- フリーダムランド Freedomland （2006年）
- グッド・シェパード The Good Shepherd  （2006年）
- マーゴット・ウェディング Margot at the Wedding （2007年）
- マンマ・ミーア! Mamma Mia （2008年）
- ダウト〜あるカトリック学校で〜 Doubt （2008年）
- 愛を読むひと The Reader （2008年）
- ラビット・ホール Rabbit Hole （2010年）
- ものすごくうるさくて、ありえないほど近い Extremely Loud & Incredibly Close （2011年）
- ミルドレッド・ピアース 幸せの代償 Mildred Pierce （2011年）
- 31年目の夫婦げんか Hope Springs （2012年）
- ヤング・アダルト・ニューヨーク While We're Young （2014年）
- 幸せをつかむ歌 Ricki and the Flash （2015年）
- ガール・オン・ザ・トレイン The Girl on the Train （2016年）
- ペンタゴン・ペーパーズ/最高機密文書 The Post （2017年）
- マ・レイニーのブラックボトム Ma Rainey's Black Bottom